# Saiverusa
Saiverusa är en sjö i Sorsele kommun i Lappland och ingår i Umeälvens huvudavrinningsområde. Sjön har en area på 0,137 kvadratkilometer och ligger 877,2 meter över havet. Saiverusa ligger i Vindelfjällen Natura 2000-område.

## Delavrinningsområde
Saiverusa ingår i det delavrinningsområde (730443-151646) som SMHI kallar för Mynnar i Aivakjaure. Medelhöjden är 854 meter över havet och ytan är 8,78 kvadratkilometer. Det finns inga avrinningsområden uppströms utan avrinningsområdet är högsta punkten. Vattendraget som avvattnar avrinningsområdet har biflödesordning 4, vilket innebär att vattnet flödar genom totalt 4 vattendrag innan det når havet efter 367 kilometer. Avrinningsområdet består mestadels av kalfjäll (95 procent). Avrinningsområdet har 0,44 kvadratkilometer vattenytor vilket ger det en sjöprocent på 5 procent.